# Attentat à la bombe contre l'unité d'élite Rus à Makhatchkala
L'attentat à la bombe contre Makhatchkala en Russie est un incident survenu le 1er juillet 2005 au cours duquel au moins 11 membres de l'unité d'élite Rus des troupes intérieures fédérales russes ont été tués et 25 personnes blessées lors de l'attentat à la bombe devant un bain public à Makhatchkala, au Daghestan,,.
Les commandos fédéraux de l'unité du MVD Rus avaient été envoyés au Daghestan deux semaines auparavant pour aider les forces locales du MVD à mener l'opération "Filtre", qui a débuté après qu'une bombe rebelle ait fait exploser un véhicule UAZ avec trois policiers à bord le 4 juin 2005. L’attaque ressemble beaucoup à un attentat à la bombe de janvier 2001 qui avait tué sept soldats du ministère de l’Intérieur sur le même site.
Quelques jours après l'attentat, le chef du ministère de l'Intérieur de la ville et plusieurs autres responsables de la police locale ont été licenciés.